# Démographie de la Birmanie
Cet article contient des statistiques sur la démographie de la Birmanie.

## Population
Selon le recensement de 2014, le premier depuis 1983, la Birmanie aurait 51 419 420 habitants, alors que les projections précédentes estimaient que la population du pays était plutôt de l'ordre de 60 millions d'habitants. 
Le taux d'urbanisation est estimé en 2015 à 34,1 %.

## Natalité
L'âge moyen du mariage en Birmanie est de 27,5 ans pour les hommes, 26,4 ans pour les femmes. La Birmanie a aussi un taux de fécondité de 2,16 enfants par femme en 2015, ce qui représente une baisse importante par rapport au taux de 4,7 en 1983 et alors que les pays ayant une situation économique similaire comme le Cambodge et le Laos sont respectivement à 2,7 et à 2,83 enfants par femme.

## Sources
1. ↑  Indicateurs du World-Factbook publié par la CIA.
2. ↑  Le taux de variation de la population 2018 correspond à la somme du solde naturel 2018 et du solde migratoire 2018 divisée par la population au 1er janvier 2018.
3. ↑  Indicateurs du World-Factbook publié par la CIA.
4. ↑  L'indicateur conjoncturel de fécondité (ICF) pour 2018 est la somme des taux de fécondité par âge observés en 2018. Cet indicateur peut être interprété comme le nombre moyen d'enfants qu'aurait une génération fictive de femmes qui connaîtrait, tout au long de leur vie féconde, les taux de fécondité par âge observés en 2018. Il est exprimé en nombre d’enfants par femme. C’est un indicateur synthétique des taux de fécondité par âge de 2018.
5. ↑  Indicateurs du World-Factbook publié par la CIA.
6. ↑   Le taux de natalité 2018 est le rapport du nombre de naissances vivantes en 2018 à la population totale moyenne de 2018.
7. ↑  Indicateurs du World-Factbook publié par la CIA.
8. ↑   Le taux de mortalité 2018 est le rapport du nombre de décès, au cours de 2018, à la population moyenne de 2018.
9. ↑  Indicateurs du World-Factbook publié par la CIA.
10. ↑  Le taux de mortalité infantile est le rapport entre le nombre d'enfants décédés à moins d'un an et l'ensemble des enfants nés vivants.
11. ↑  L'espérance de vie à la naissance en 2018 est égale à la durée de vie moyenne d'une génération fictive qui connaîtrait tout au long de son existence les conditions de mortalité par âge de 2018. C'est un indicateur synthétique des taux de mortalité par âge de 2018.
12. ↑  L'âge médian est l'âge qui divise la population en deux groupes numériquement égaux, la moitié est plus jeune et l'autre moitié est plus âgée.
13. ↑  Où sont passés les neuf millions de Birmans manquants?, AFP, Libération, 30 août 2014